# Armenia
Armenia (orm. Հայաստան – Hajastan, wymowaⓘ), Republika Armenii (orm. Հայաստանի Հանրապետություն – Hajastani Hanrapetut’jun) – państwo śródlądowe położone w zachodniej Azji, na Kaukazie Południowym. Najstarsze państwo chrześcijańskie na świecie. Armenia graniczy od północy z Gruzją, od południa z Iranem i z azerską eksklawą Nachiczewan, od wschodu z Azerbejdżanem, od zachodu z Turcją. Niepodległość uzyskała w 1991 w związku z rozpadem ZSRR. Stolicą Armenii jest obecnie Erywań, który jest też największym miastem w kraju. Od 1991 Armenia należy do Wspólnoty Niepodległych Państw, a od 2015 do Euroazjatyckiej Unii Gospodarczej.

## Pochodzenie nazwy
Nazwa Armenii używana w niemal wszystkich językach pochodzi od perskich nazw Armanestân i Arman znalezionych w staroperskich inskrypcjach. Nazwy te z kolei pochodzą od nazwy jednej z graniczących z Persją prowincji państwa Urartu, leżącej na terenie historycznych ormiańskich ziem, która z kolei została tak nazwana z uwagi na fakt, iż znaczną część jej populacji w owym czasie (ok. poł I tys. p.n.e.) stanowili Aramejczycy. Zgodnie ze średniowieczną europejską etymologią słowo Armen może odnosić się do starożytnej półlegendarnej postaci Arama, sławnego ze swych dzielnych czynów. Irańczycy używają nazwy „Armeni”.
Sami Ormianie określają się mianem Hajer (orm. Հայեր), a swój kraj – Hajastan (orm. Հայաստան). Pochodzenie tej nazwy jest nieznane. Sufiks -stan z języka perskiego znaczy „kraj”, zatem Hajastan to kraj Hajów, czyli Ormian, jednak nie jest jasne, od czego pochodzi nazwa narodu. Popularne teorie, wywodzące się z etymologii ludowej, jakie powstały po przyjęciu chrześcijaństwa przez Ormian, nazwę tę wywodzą oni od imienia postaci Hajk'a (orm. Հայք) – syna biblijnego Togarmy, wnuka Gomera, prawnuka Jafeta i praprawnuka Noego, którego uważano za protoplastę narodu ormiańskiego. Zgodnie z tą ludową etymologią to na jego cześć Ormianie nazwali się Hajami, a kraj Hajk' lub Hajastan. W rzeczywistości nazwa kraju pochodzi prawdopodobnie od nazwy starożytnego państwa, znanego z kronik hetyckich pod nazwą Hajasa-Azzi lub Hajasa (orm. Հայասա), leżącego na terenie historycznej Armenii, a którego mieszkańcy mogli być przodkami Ormian.

## Geografia
Armenia zajmuje północno-wschodnią część Wyżyny Armeńskiej. Około 90% kraju leży na wysokości ponad 1000 m n.p.m., największym wzniesieniem jest wygasły wulkan Aragac (4090 m n.p.m.). Jest to obszar aktywny sejsmicznie, ostatnie silne wstrząsy miały miejsce w 1988 i 1993. W rowie tektonicznym na wysokości 1900 m n.p.m. znajduje się największe na Kaukazie jezioro – Sewan (powierzchnia 1240 km², a głębokość do 83 metrów). W południowo-zachodniej części kraju rozciąga się śródgórska kotlina Araracka, osiągająca wysokość 850–1000 m n.p.m. Najdłuższa rzeka Armenii Araks w swym środkowym biegu wyznacza granice z Turcją i Iranem. Kraj bez dostępu do morza. Na równinach i przedwzgórzach Armenii panuje klimat podzwrotnikowy suchy o cechach kontynentalnych, z krótkimi, mroźnymi zimami i gorącymi latami. Średnia temperatura stycznia wynosi -3 °C, a lipca od 24 °C do 26 °C. Roczna suma opadów waha się od 200 do 500 mm. Na wyżej położonych obszarach panuje klimat umiarkowany, a na wysokości ponad 2000 m n.p.m. – chłodny górski. Średnia roczna suma opadów przekracza tu 800 mm.

## Historia
Ormianie swoje pochodzenie wywodzą od Hajk'a, prawnuka Noego (syna Togarmy, syna Gomera, syna Jafeta), którego arka osiadła na górach Ararat (leżącej w dzisiejszej Turcji). Nazwa Armenia ma pochodzić od imienia ormiańskiego przywódcy Arama. W rzeczywistości Ormianie przywędrowali na teren Armenii już w czasach historycznych, z północy, przez Kaukaz albo przez Bałkany i Anatolię, po czym zasiedlili południowy Kaukaz i całą wschodnią połowę Azji Mniejszej. Armenia właściwa obejmuje nie tylko dzisiejszą Republikę Armenii, lecz również tereny dzisiejszej wschodniej Turcji (Wyżynę Armeńską) po górny Eufrat i wschodni kraniec gór Taurus, północną Mezopotamię (między jeziorami Urmia i Wan) oraz zachodni Azerbejdżan (ściślej – jego część leżącą w dzisiejszym Iranie).

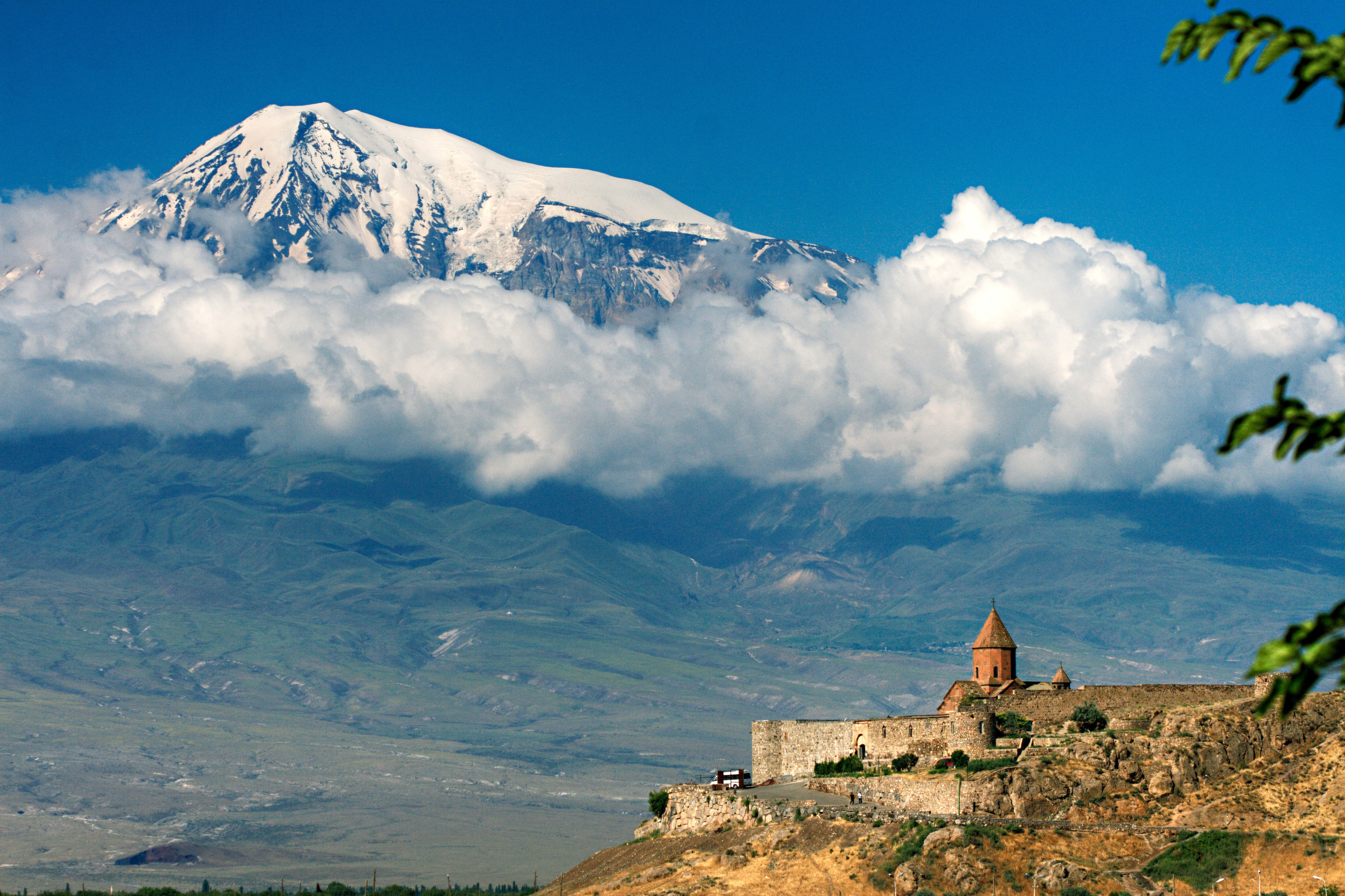
Ararat – święta góra Ormian, symbol kraju; po prawej słynny ormiański klasztor Chor Wirap
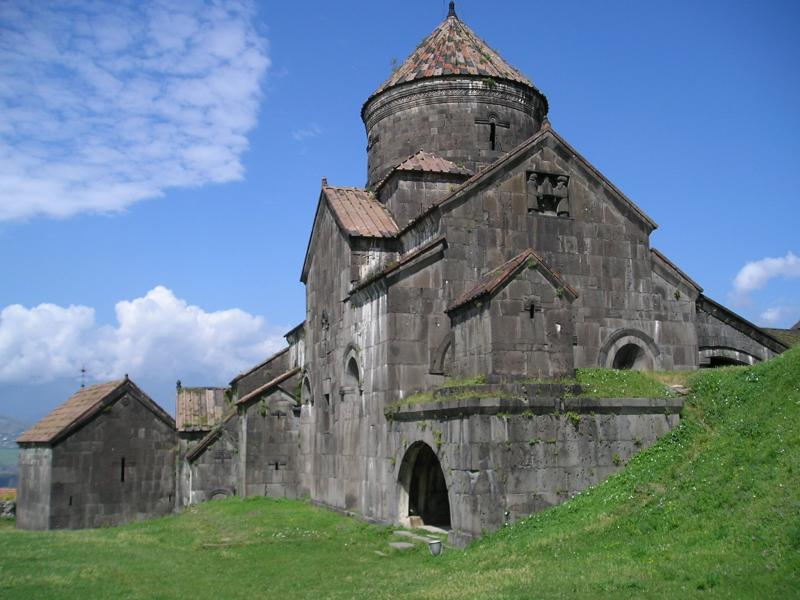
Klasztor Hachpat z XIII wieku
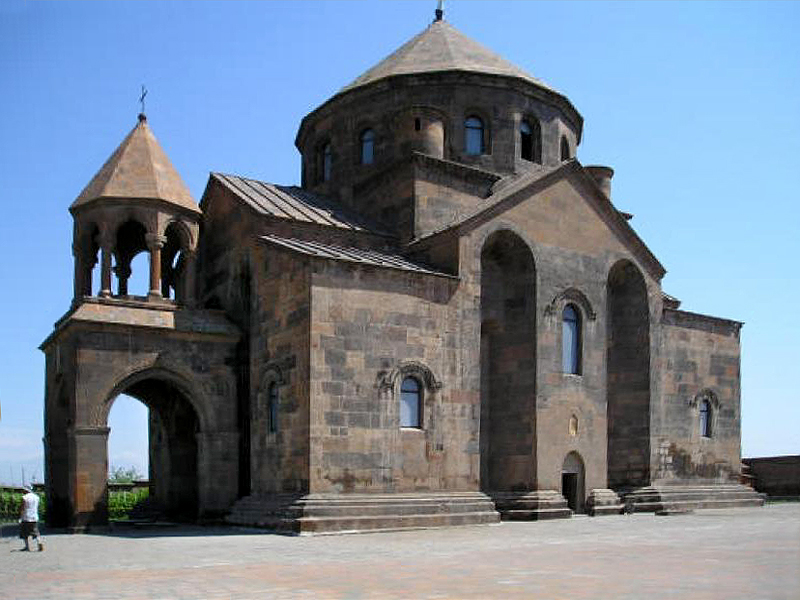
Katedra w Eczmiadzynie
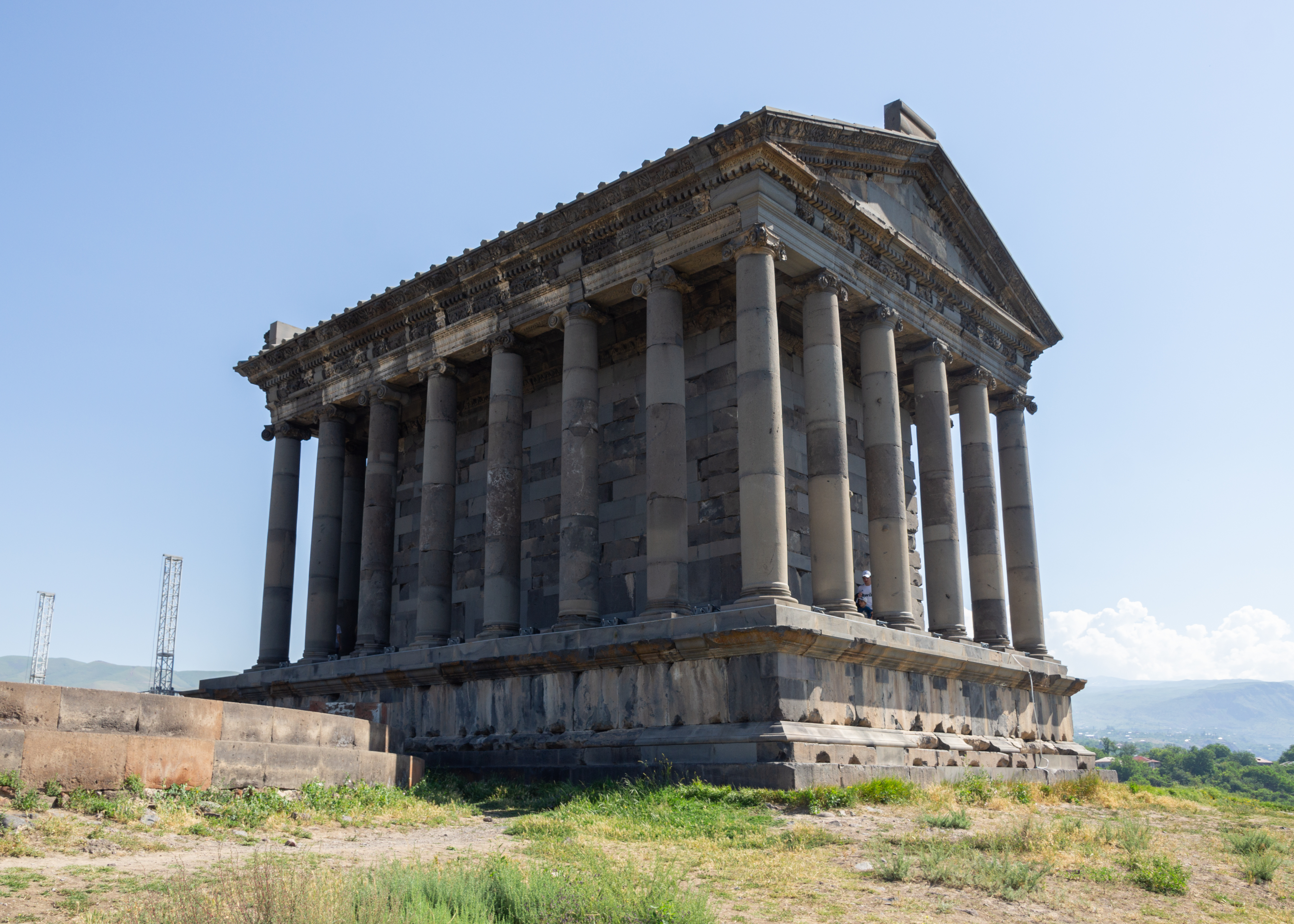
Świątynia w Garni

Między XI a VII w. p.n.e. na terenach współczesnej Armenii istniało potężne królestwo Urartu, które zostało rozbite przez Scytów. W roku 782 p.n.e. wzniesione zostało miasto Erywań. W VI w. p.n.e. Armenię zajęli Persowie, a w 331 p.n.e. Aleksander Wielki. Armenia pozostawała pod władzą państw diadochów aż do 190 p.n.e. W I w. p.n.e. za panowania króla Tigranesa II z dynastii Artaksydów Armenia stała się najpotężniejszym państwem Azji Mniejszej, sięgającym od morza Kaspijskiego do Śródziemnego i od Mezopotamii po Kaukaz.

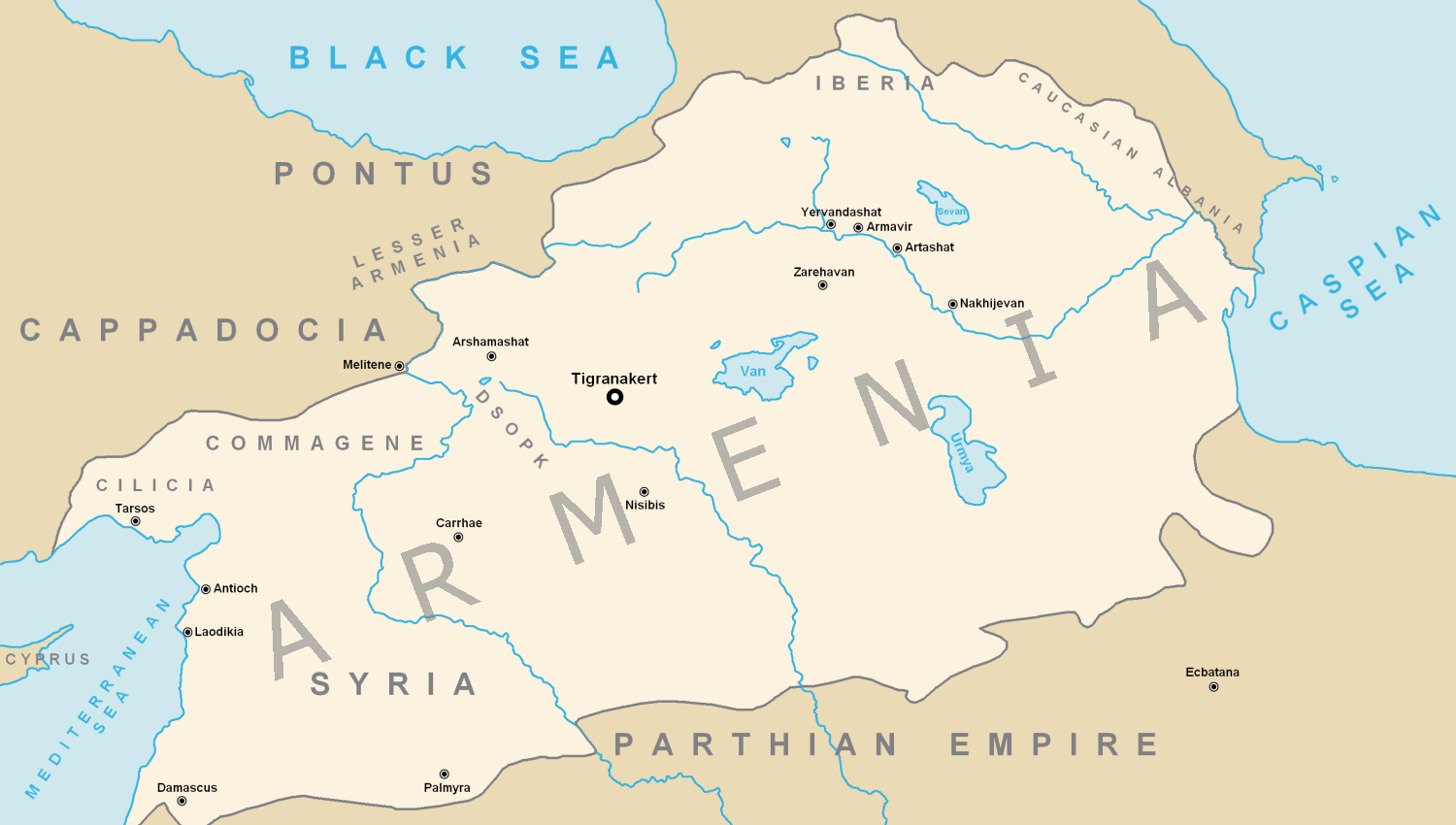
Imperium Tigranesa Wielkiego

Po śmierci Tigranesa III Armenia utraciła mocarstwowy status, odgrywała jednak istotną rolę w rywalizacji między Rzymem a Partami.
Dzięki działalności św. Grzegorza Oświeciciela już w 301 (12 lat przed tym, gdy Konstantyn I Wielki zniósł prześladowania chrześcijan w Rzymie) król Armenii Tiridates III ustanowił chrześcijaństwo religią państwową, co czyni Armenię najstarszym chrześcijańskim państwem świata. W 406 ormiański mnich Mesrop Masztoc stworzył od podstaw alfabet ormiański, co przyczyniło się do bujnego rozwoju kultury. Po upadku królestwa armeńskiego w 428 zachodnia część Armenii znalazła się pod panowaniem Bizancjum, a wschodnia – Persji. Perski ucisk narodowy i religijny (próba narzucenia mazdaizmu) doprowadził do wybuchu w 451 powstania w obronie wiary i narodowości, które choć militarnie zakończyło się klęską (Bitwa pod Awarajr z 26 maja 451 roku), stłumione przez znacznie liczniejszych Persów, to jednak zmusiło ich do nadania Armenii szerokiej autonomii.

Mapa ukazuje lokalizację Armenii Małej

Z powodu wojny z Persami Kościół Ormiański nie mógł uczestniczyć w soborze chalcedońskim w 451 roku. Wskutek przekłamań i różnic językowych, a także machinacji politycznych Bizancjum, Ormianie odrzucili w roku 554 na synodzie w Dwinie postanowienia tego soboru potępiające monofizytyzm, tym samym odłączając się od Kościoła Powszechnego. W VII wieku Armenia została podbita przez Arabów i pozostawała pod ich panowaniem aż do 884 roku. Od 885 do 1045 istniało kolejne niepodległe ormiańskie królestwo (Ani), podbite przez Bizancjum. W 1071 Armenia została podbita przez Turków.
W Cylicji na wybrzeżu Morza Śródziemnego powstało wówczas w 1080 roku stworzone przez uchodźców Królestwo Małej Armenii, sprzymierzone z krzyżowcami aż do czasu swego upadku w 1375 roku. Aż do XIX wieku praktycznie cała Armenia znalazła się pod panowaniem muzułmańskich Turków osmańskich, jednak Ormianie zdołali zachować swą religijną i narodową tożsamość, zaś ormiańscy uchodźcy wnieśli istotny wkład do kultury europejskiej. Ormianie systematycznie emigrowali z terenów zajętych przez Turków i Persów, w wyniku czego przeważająca większość Ormian mieszka dziś poza właściwą Armenią – w diasporze rozsianej po całym świecie.
W kolejnych wojnach w latach 1813 i 1828 Imperium Rosyjskie zdobyło na Imperium Osmańskim i Persji wschodnią Armenię, co znacznie poprawiło sytuację Ormian. W latach 1895 i 1915 władze tureckie przeprowadziły na ziemiach zachodniej Armenii dwie fale czystek etnicznych (ludobójstwa) znane dziś pod nazwą rzezi Ormian. W ich toku wymordowano okolo 1,5 mln Ormian. Po rewolucji październikowej w Rosji na Armenię z zachodu i wschodu napadli Turcy. Po ich przegranej w I wojnie światowej, w 1918 proklamowano utworzenie Demokratycznej Republiki Armenii. W 1920 roku Turcja zajęła większość jej terytorium, bolszewicy wcielili pozostałą część do Związku Radzieckiego, zaś ormiańska elita padła ofiarą stalinowskich czystek. Utworzono wówczas Armeńską SRR, która 12 marca 1922 weszła w skład Zakaukaskiej Republiki Radzieckiej i pozostała w niej do 5 grudnia 1936 roku.

Flaga Armeńskiej SRR
Godło Armeńskiej SRR
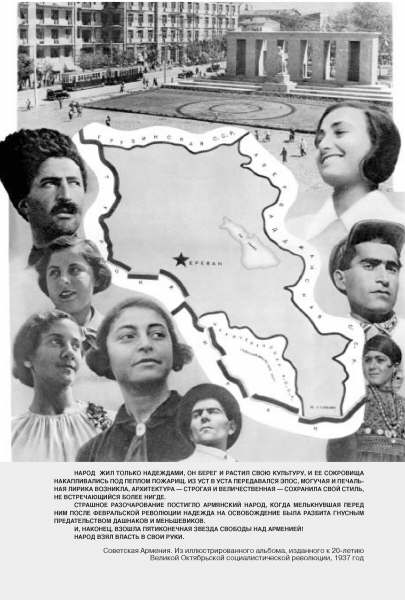
Radziecki plakat propagandowy z 1937 roku, obiecujący Ormianom lepszą przyszłość
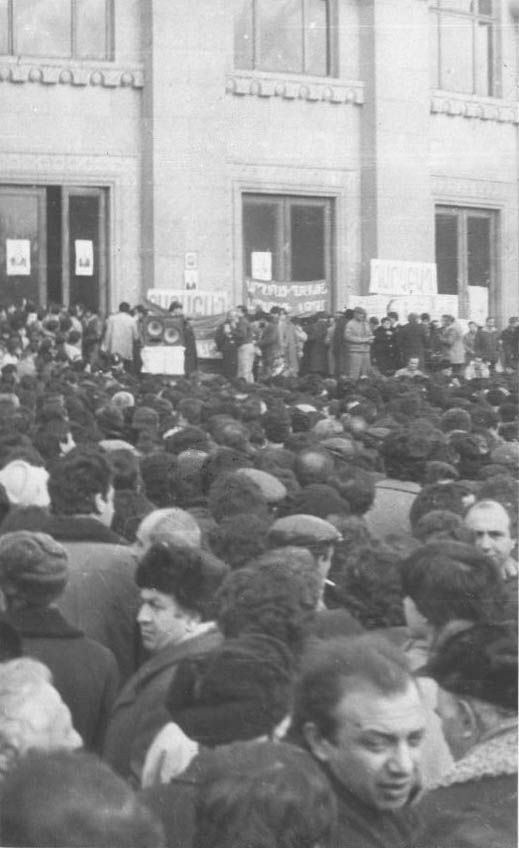
Protest Ormian na placu Teatralnym w Erywaniu w lecie 1988

Po II wojnie światowej nastąpił wzrost gospodarczy i Armenia stała się najbogatszą spośród republik ZSRR. W latach 1975–1986 za granicą działała organizacja terrorystyczna ASALA, stworzona przez diasporę ormiańską. Celem jej było wzięcie odwetu na Turcji za dokonaną rzeź Ormian z czasów I wojny światowej. Za rządów Gorbaczowa odżył spór z Azerbejdżańską SRR o Górski Karabach („Arcach”) – zamieszkany głównie przez Ormian obwód autonomiczny leżący na terenie Azerbejdżanu. Wskutek tego Turcja i Azerbejdżan nałożyły na Armenię blokadę gospodarczą. Sytuację gospodarczą dodatkowo pogorszyło w 1988 silne trzęsienie ziemi, które zniszczyło miasto Giumri oraz zmusiło władze do zamknięcia elektrowni atomowej Mecamor. W lipcu 1990 Armenia ogłosiła niepodległość, potwierdzoną w referendum 21 września 1991. Wkrótce potem stoczyła wojnę z Azerbejdżanem w obronie ormiańskiej ludności Górskiego Karabachu, tymczasowo zakończoną korzystnym dla niej zawieszeniem broni w 1994 roku. Na podstawie Rezolucji Rady Bezpieczeństwa ONZ nr 735 z 29 stycznia 1992 roku Armenia została członkiem ONZ.
W 1998 prezydentem został Robert Koczarian, wywodzący się z Górskiego Karabachu. Wybory parlamentarne w 1999 wygrał opozycyjny wobec prezydenta blok „Jedność”. Po zabójstwie Wazgena Sarkisjana, premierem został Aram Sarkisjan. W 2000 zastąpił go Andranik Markarian.
W 2001 Armenia stała się pełnoprawnym członkiem Rady Europy. W 2005 w wyniku referendum przyjęto nowelizację konstytucji, zmieniającą ustrój polityczny Armenii z prezydenckiego na semiprezydencki. 3 września 2013 prezydent Armenii Serż Sarkisjan wycofał się z parafowania umowy stowarzyszeniowej z Unią Europejską na listopadowym szczycie Partnerstwa Wschodniego w Wilnie.

## Siły zbrojne
Armenia dysponuje dwoma rodzajami sił zbrojnych: wojskami lądowymi oraz siłami powietrznymi. Uzbrojenie sił lądowych Armenii składało się w 2014 roku z: 229 czołgów, 636 opancerzonych pojazdów bojowych, 38 dział samobieżnych, 150 zestawów artylerii holowanej oraz 150 wieloprowadnicowych wyrzutni rakietowych. Ormiańskie siły powietrzne posiadały w 2014 roku uzbrojenie w postaci: 11 samolotów bojowych, 18 samolotów transportowych, 12 samolotów szkolno-bojowych, 42 śmigłowców, w tym 15 śmigłowców szturmowych.
Wojska armeńskie w 2014 roku liczyły 44,8 tys. żołnierzy zawodowych oraz 170,9 tys. rezerwistów.

## Ustrój polityczny
Obowiązująca konstytucja została przyjęta w referendum ogólnokrajowym 5 lipca 1995. Jej nowelizacja została zatwierdzona w kolejnym referendum, przeprowadzonym 6 grudnia 2015. Poprawki dotyczyły m.in. zmiany trybu wyboru prezydenta i długości jego kadencji, kompetencji rządu i kompozycji Zgromadzenia Narodowego.
Głową państwa jest prezydent, wybierany przez parlament na 7-letnią kadencję, bez możliwości reelekcji. Władza ustawodawcza należy do jednoizbowego Zgromadzenia Narodowego o 5-letniej kadencji – 105 deputowanych jest wybieranych w wyborach powszechnych. Władzę wykonawczą sprawuje rząd na czele z premierem, powoływanym przez prezydenta.
Przed nowelizacją, prezydent był wybierany w wyborach powszechnych na 5-letnią kadencję z możliwością jednej reelekcji. Zgromadzenie Narodowe liczyło 131 deputowanych, wybieranych na okres 4 lat. Pierwsze wybory parlamentarne przeprowadzone na podstawie nowych przepisów, odbyły się 2 kwietnia 2017 i zakończyły zwycięstwem rządzącej Republikańskiej Partii Armenii, która uzyskała 49,17% głosów.

## Podział administracyjny

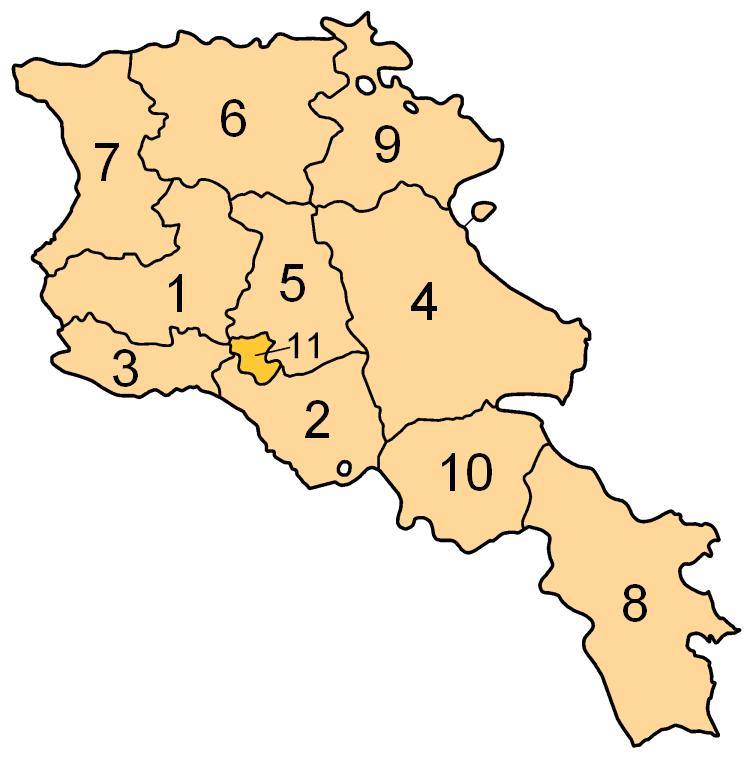
Prowincje Armenii

Kraj podzielony jest na 10 prowincji (marzer, orm. մարզեր, l.poj. – marz, orm. մարզ) i jedno miasto wydzielone:
1. Aragacotn
2. Ararat
3. Armawir
4. Gegharkunik
5. Kotajk
6. Lorri
7. Szirak
8. Sjunik
9. Tawusz
10. Wajoc Dzor
11. Erywań (stolica)

## Miasta
10 najludniejszych miast Armenii:
- Erywań 1 125 032 miesz.
- Giumri 146 201 miesz.
- Wanadzor 116 929 miesz.
- Eczmiadzyn 52 757 miesz.
- Hrazdan 42 150 miesz.
- Abowian 36 705 miesz.
- Artaszat 35 100 miesz.
- Kapan 35 071 miesz.
- Armavir 26 387 miesz.
- Gawarr 22 444 miesz.

## Demografia
W 2016 Armenię zamieszkiwało 3.026.000 ludzi: 95,97% Ormian; 1,19% Kurdów; 0,5% Azerów, 0,36% Rosjan, 0,09% Asyryjczyków; 0,04% Ukraińców; poza tym: Gruzini, Grecy, Białorusini, Żydzi, Bałkarzy, Tatarzy, Mordwini i inni. 95% obywateli deklaruje przynależność do Apostolskiego Kościoła Ormiańskiego (ogólnie chrześcijanie stanowią 99% społeczeństwa, w tym członkowie innych Kościołów ormiańskich). W wyniku wojny opuściło Armenię około 200 tys. Azerów, przybyło zaś 260 tys. ormiańskich uchodźców z Azerbejdżanu. Z powodów historycznych większość Ormian mieszka poza granicami kraju, na Bliskim Wschodzie, w Rosji, Europie Zachodniej i Ameryce, zaś z powodu złej sytuacji gospodarczej trwa silna emigracja. W latach 1991–2001 wyjechało z Armenii ok. 800 tys. Ormian.
| Grupa etniczna | spis 1926 | spis 1926 | spis 1939 | spis 1939 | spis 1959 | spis 1959 | spis 1970 | spis 1970 | spis 1979 | spis 1979 | spis 1989 | spis 1989 | spis 2001 | spis 2001 |
| Grupa etniczna | Populacja | %         | Populacja | %         | Populacja | %         | Populacja | %         | Populacja | %         | Populacja | %         | Populacja | %         |
| -------------- | --------- | --------- | --------- | --------- | --------- | --------- | --------- | --------- | --------- | --------- | --------- | --------- | --------- | --------- |
| Ormianie       | 743 571   | 84,8%     | 1 061 997 | 82,8%     | 1 551 610 | 88,0%     | 2 208 327 | 88,6%     | 2 724 975 | 89,7%     | 3 083 616 | 93,3%     | 3 145 354 | 97,9%     |
| Kurdowie       | 12 237    | 1,4%      | 20 481    | 1,6%      | 25 627    | 1,5%      | 37,486    | 1,5%      | 50 822    | 1,7%      | 56 127    | 1,7%      | 40 620    | 1,3%      |
| Rosjanie       | 19 548    | 2,2%      | 51 464    | 4,0%      | 56 464    | 3,2%      | 66 108    | 2,7%      | 70 336    | 2,3%      | 51 555    | 1,6%      | 14 660    | 0,5%      |
| Asyryjczycy    | 2215      | 0,3%      | 3280      | 0,3%      | 4326      | 0,2%      | 5544      | 0,2%      | 6183      | 0,2%      | 5963      | 0,2%      | 3409      | 0,1%      |
| Ukraińcy       | 2286      | 0,3%      | 5496      | 0,4%      | 5593      | 0,3%      | 8390      | 0,3%      | 8900      | 0,3%      | 8341      | 0,3%      | 1633      | 0,1%      |
| Grecy          | 2980      | 0,3%      | 4181      | 0,3%      | 4976      | 0,3%      | 5690      | 0,2%      | 5653      | 0,2%      | 4650      | 0,1%      | 1176      | 0%        |
| Żydzi          | 335       | 0%        | 512       | 0%        | 1024      | 0.1%      | 1,047     | 0%        | 959       | 0%        | 720       | 0%        | 600       | 0%        |
| Azerowie       | 76 870    | 8,7%      | 130 896   | 10,2%     | 107 748   | 6,1%      | 148 189   | 5,9%      | 160 841   | 5,3%      | 84 860    | 2,6%      |           |           |
| Inni           | 17 683    | 2,0%      | 4031      | 0,3%      | 5667      | 0,3%      | 11 092    | 0,4%      | 8590      | 0,3%      | 8944      | 0,3%      | 4640      | 0,1%      |
| Suma           | 881 290   | 881 290   | 1 282 338 | 1 282 338 | 1 763 048 | 1 763 048 | 2 491 873 | 2 491 873 | 3 037 259 | 3 037 259 | 3 304 776 | 3 304 776 | 3 213 011 | 3 213 011 |

## Gospodarka
Sytuacja gospodarcza w Armenii stopniowo się poprawia, co oznacza, że nie jest też zła jak na standardy europejskie. Kraj pozostaje pod wpływem blokady gospodarczej ze strony Azerbejdżanu i Turcji, a granice z tymi państwami pozostają zamknięte. Jedynymi otwartymi granicami pozostają granice z Gruzją i Iranem. W 1994 roku rząd przy wsparciu MFW, rozpoczął ambitny program liberalizacji gospodarki, który od 1995 przyniósł wzrost gospodarczy i członkostwo w WTO. Armenia zdołała sprywatyzować większość małych i średnich przedsiębiorstw, ograniczyć inflację oraz ustabilizować walutę. Brak energii elektrycznej i paliw został rozwiązany poprzez ponowne uruchomienie elektrowni atomowej w Mecamor, co pozwoliło krajowi zostać eksporterem energii elektrycznej, ale powoduje również naciski ze strony Unii Europejskiej. Rolnictwo jest niedoinwestowane, oparte na przestarzałej technice, wskutek czego kraj nie jest samowystarczalny żywnościowo. Uprawia się głównie zboża, herbatę, winorośl i tytoń. Sektor tych usług wytwarza tylko 20% PKB. Gospodarka Armenii nadal pozostaje blisko związana z Rosją. Pomoc dla kraju płynie głównie z diaspory.

### Emisja gazów cieplarnianych
Emisja równoważnika dwutlenku węgla z terenu Armeńskiej SRR wyniosła w 1990 roku 24,128 Mt, z czego 20,699 Mt stanowił dwutlenek węgla. W przeliczeniu na mieszkańca emisja wyniosła wówczas 5,85 t dwutlenku węgla, a w przeliczeniu na 1000 dolarów PKB 1563 kg. Głównymi źródłami emisji były wówczas energetyka i emisja z budynków. Po rozpadzie ZSRR emisje w republice gwałtownie spadły, a od połowy lat 90. powoli rosły, nie osiągając jednak poziomu z roku 1992, a od połowy pierwszej dekady XXI są podobne do emisji w roku 1993. W 2018 emisja dwutlenku węgla pochodzenia kopalnego wyniosła 5,788 Mt, a w przeliczeniu na mieszkańca 1,972 t i w przeliczeniu na 1000 dolarów PKB 214 kg.

## Religia

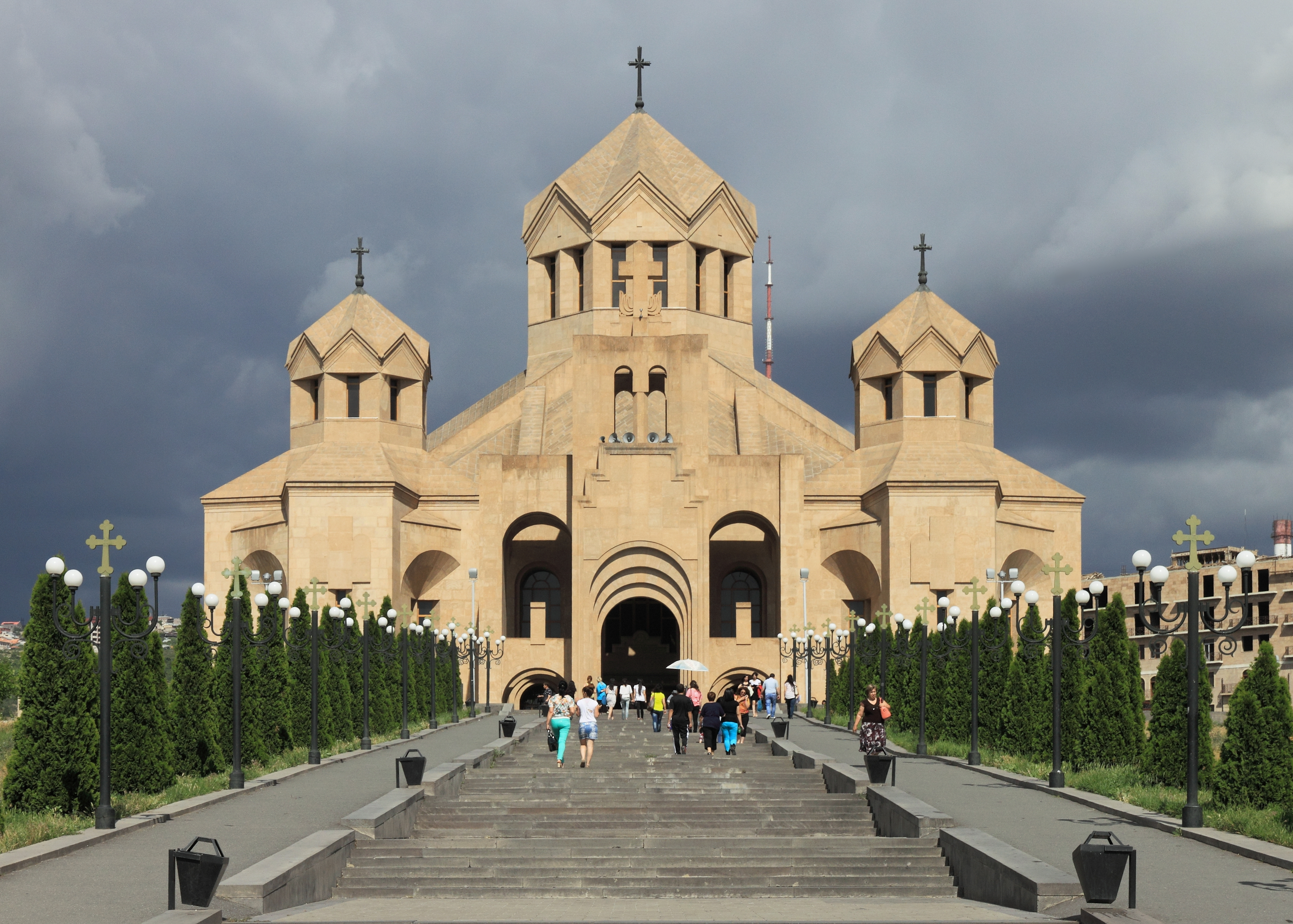
Katedra św. Grzegorza Oświeciciela w Erywaniu – największa świątynia w Armenii

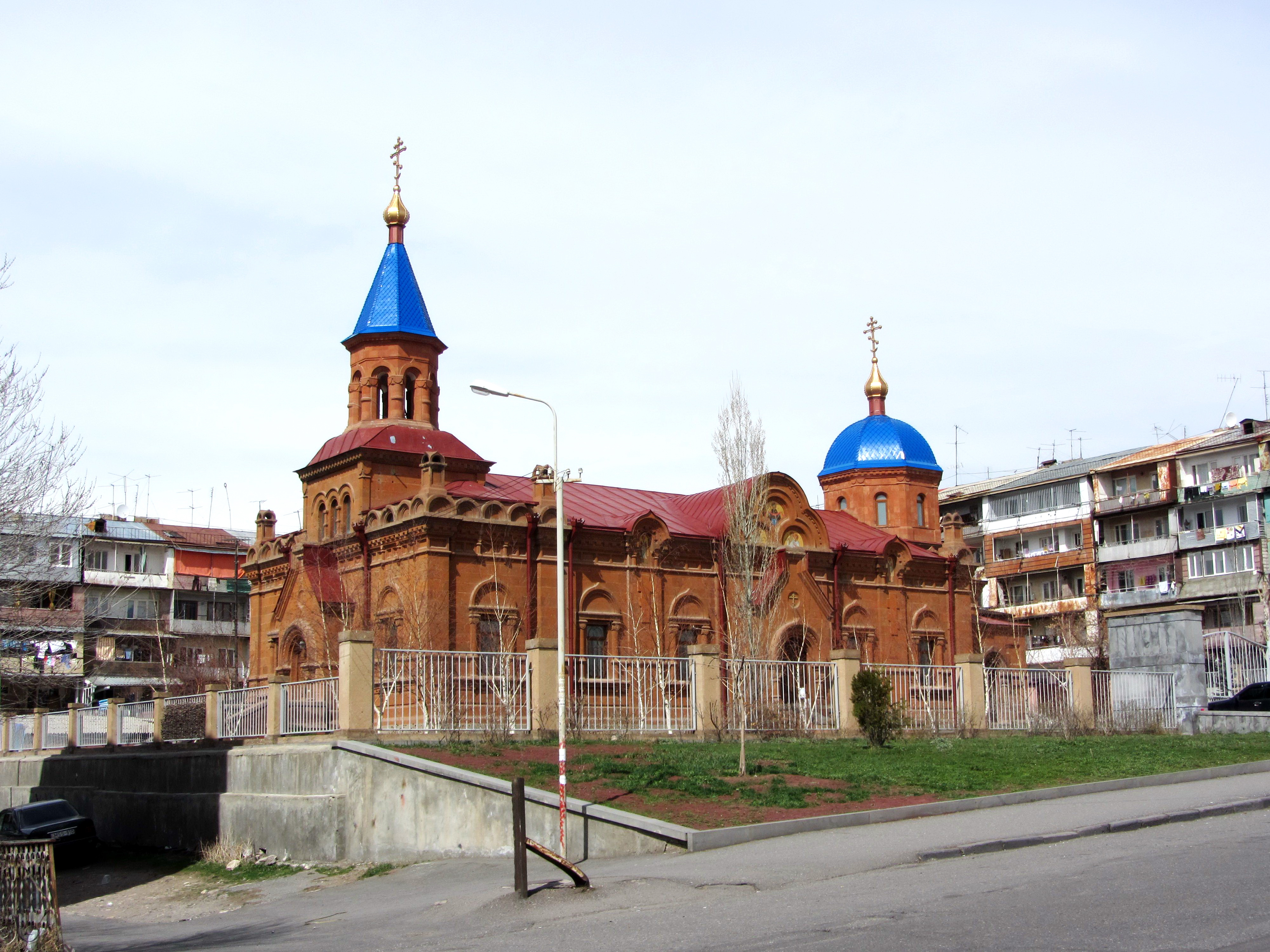
Cerkiew Opieki Matki Bożej w Erywaniu (Rosyjski Kościół Prawosławny)

Struktura religijna kraju w 2010 roku według Operation World:
- Apostolski Kościół Ormiański – 83,48%
- Kościół katolicki – 7,28% (głównie: Kościół katolicki obrządku ormiańskiego)

- brak religii – 3,73%
- protestantyzm – 2,33% (głównie: zielonoświątkowcy – 1,3%)

- islam – 1,8%
- Rosyjski Kościół Prawosławny – 0,55%

- Świadkowie Jehowy – 0,37%

- Starożytny Kościół Wschodu – 0,24%
- inne religie – 0,22%.

## Turystyka
W 2015 kraj ten odwiedziło 1,192 mln turystów (1% mniej niż w roku poprzednim), generując dla niego przychody na poziomie 936 mln dolarów.

## Święta państwowe
| Data                                | Polska nazwa                              |
| ----------------------------------- | ----------------------------------------- |
| 1 stycznia                          | Nowy Rok                                  |
| 6 stycznia                          | Boże Narodzenie/Epifania                  |
| 28 stycznia                         | Dzień Wojska                              |
| 7 kwietnia                          | Dzień Macierzyństwa i Piękności           |
| zgodnie z kalendarzem gregoriańskim | Wielkanoc                                 |
| 24 kwietnia                         | Dzień Pamięci Zagłady (Rzezi Ormian)      |
| 9 maja                              | Dzień Zwycięstwa                          |
| 28 maja                             | Dzień Pierwszej Republiki                 |
| 5 lipca                             | Dzień Konstytucji                         |
| 21 września                         | Święto Niepodległości                     |
| 7 grudnia                           | Dzień Pamięci Trzęsienia Ziemi (w Giumri) |